# جورج إس. غريني
جورج إس. غريني (بالإنجليزية: George S. Greene)‏ هو ضابط أمريكي، ولد في 6 مايو 1801 في مقاطعة كينت في الولايات المتحدة، وتوفي في 28 يناير 1899 في موريستاون في الولايات المتحدة.